# Rainier Wolfcastle
Rainier Luftwaffe Wolfcastle er en fiktiv person i Simpsons-tegnefilmsuniverset. Rainier Wolfcastle er indtalt af Harry Shearer.
Rainier Wolfcastle er en af flere kendisser i Springfield, og en parodi på Arnold Schwarzenegger.
I Springfield refereres han også ofte til som McBain, som er en af hans actionhelteroller. Han spiller også Radioactive Man i spillefilmen af Radioactive Man.